# Europejska Nagroda Muzyczna MTV dla najlepszego węgierskiego wykonawcy
Europejska Nagroda Muzyczna MTV dla najlepszego węgierskiego wykonawcy – nagroda przyznawana przez redakcję MTV Hungary podczas corocznego rozdania MTV Europe Music Awards. Nagrodę dla najlepszego węgierskiego wykonawcy po raz pierwszy przyznano w 2007 roku. O zwycięstwie decydują widzowie za pomocą głosowania internetowego i telefonicznego (smsowego). 

## Węgierscy laureaci oraz nominowani do nagrody MTV
| Rok  | Laureat            | Nominowani                                               |
| ---- | ------------------ | -------------------------------------------------------- |
| 2007 | Ákos               | - Heaven Street Seven - The Idoru - The Moog - Neo       |
| 2008 | Gonzo              | - Beat Dis - Irie Maffia - The Unbending Trees - Žagar   |
| 2009 | The Kolin          | - Esclin Syndo - The Idoru - The Moog - Žagar            |
| 2010 | The Kolin          | - Hősök - Kiscsillag - Nemjuci - Neo                     |
| 2011 | Compact Disco      | - Bin Jip - Fish! - Punnany Massif - The Carbonfools     |
| 2012 | 30Y                | - Funktasztikus - Odett - Soerii és Poolek - Supernem    |
| 2013 | Ivan & The Parazol | - Hősök - Karanyi - Punnany Massif - The hated tomorrow  |
| 2017 | Magdolna Rúzsa     | - Freddie - Gabi Tóth - Joci Pápai - Kowalsky Meg A Vega |
| 2018 | Follow The Flow    | - Margaret Island - Wellhello - Caramel - Halott Pénz    |
| 2019 | Viktor Király      | - Hősök - Jumodaddy - András Kállay-Saunders - Mörk      |